# Бусан (Сен Годан)
Бусан (фр. Boussan) насеље је и општина у јужној Француској у региону Миди Пирене, у департману Горња Гарона која припада префектури Сен Годан.
По подацима из 2011. године у општини је живело 222 становника, а густина насељености је износила 17,83 становника/km². Општина се простире на површини од 12,45 km². Налази се на средњој надморској висини од 300 метара (максималној 466 m, а минималној 280 m).

## Демографија
| 1962. | 1968. | 1975. | 1982. | 1990. | 1999. | 2011. |
| ----- | ----- | ----- | ----- | ----- | ----- | ----- |
| 197   | 258   | 234   | 225   | 211   | 190   | 222   |

График промене броја становника у току последњих година